# Pelochrista vandana
Pelochrista vandana es una especie de polilla perteneciente al género Pelochrista, categorizada en la tribu Eucosmini, de la subfamilia Olethreutinae.

## Distribución
Se distribuye por Estados Unidos.

## Taxonomía
Fue descrita por Kearfott en 1907 y publicada por primera vez en Trans. Am. ent. Soc. 33: 24.